# 탑 기어 코리아
《탑 기어 코리아》(Top Gear Korea)는 XTM에서 방영한 대한민국의 텔레비전 프로그램이다.
첫 번째 시즌은 2011년 8월 20일 토요일 오후 10시부터 케이블 채널인 XTM에서 12월 3일까지 방송하였다. 오리지널 탑 기어의 기본 뼈대를 유지하면서 국내 사정에 맞는 진행방식을 채택하고, 메인 MC는 김갑수, 김진표, 연정훈이 맡았다. 원작에 비해 떨어지는 스케일과 진행방식 등이 지적받긴 하였지만, 세계적으로 유명한 자동차 버라이어티 쇼인 탑 기어를 국내 버전으로 각색하여 방송하였다는 점이 높게 평가되었다.
두 번째 시즌은 2012년 4월 8일부터 6월 17일까지 방영되었다. 시즌 1과는 다르게 메인 MC였던 김갑수가 하차하고, 연예인 레이서로 유명한 조민기가 새롭게 합류, 이전 시즌에 비해 재미있고 거대한 스케일의 실험과 도전을 시도하여 호평을 받았다.
세 번째 시즌은 2012년 10월 7일부터 2012년 12월 16일까지 방영되었다. 시즌 2의 MC였던 조민기가 하차하고 박준규가 새로운 MC로 합류하였다.
네 번째 시즌은 2013년 4월 28일부터 2014년 7월 14일까지 방영되었다. 시즌 3의 MC였던 박준규, 연정훈이 하차하고 류시원, 데니안이 새로운 MC로 합류하였다.
다섯 번째 시즌은 2013년 11월 10일부터 2014년 1월 26일까지 방영되었다. 시즌 4의 MC였던 류시원이 하차하고 알렉스가 새로운 MC로 합류하였다.

## 출연자

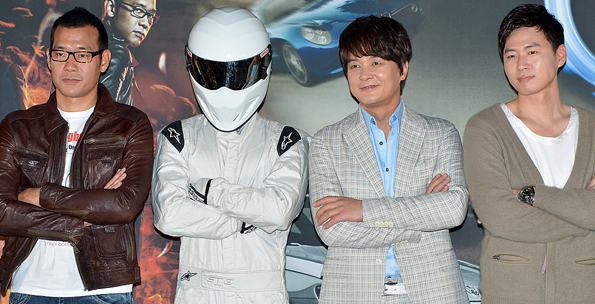
시즌 2의 세 MC와 전속 드라이버 스티그.

- 김진표

가수. 쉐보레 레이싱팀에 소속된 프로 카레이서로 운전실력과 자동차에 관한 지식이 뛰어나다. 탑 기어 오리지널의 진행자인 리처드 해먼드와 동일하게 열렬한 포르쉐 광팬으로도 잘 알려진다. 초기엔 진행이 미숙하다고 지적을 많이 받았지만, 탑기코를 진행하면서 노하우가 많이 쌓였는지 최근엔 호평을 받고 있으며 다른 프로그램등에서도 나레이션등을 맡아 좋은 반응을 얻고 있다. 2013년초에 본인의 블로그를 통하여 오리지널 탑 기어의 MC들을 만났다는 사실을 공지하였다. 시즌 1부터 끝까지 진행을 맡았으며, 프로그램 내에서는 유일하게 욕설을 간혹 내뱉을 때가 있어 이는 영국판 MC들과 방식이 조금 비슷하다.
- 안정환

- 홍종현

- 박영웅

- 스티그

탑 기어 코리아의 전속 드라이버이자 마스코트이다. 언제나 흰색 핼맷과 수트를 입고 있으며, 탑기코 트랙에서 수준급의 운전실력으로 자동차의 성능을 평가한다. 그의 정체는 오리지널 탑기어의 시티그처럼 불명이며, 시즌 4에서 여자친구가 있다는 사실이 드러났다.

### 이전 출연자
- 연정훈

배우. 대한민국의 대표 여배우인 한가인의 남편으로 유명하다. 사적으로 슈퍼카 수집과 운전이 취미이며 관련지식도 상당하다고 알려져 있는데, 이점이 높게 평가되어 메인 MC로 발탁되었다고 알려져 있다. 실제로 람보르기니 무르시엘라고나 벤틀리 컨티넨탈, 포르쉐 카레라 GT, 페라리 F40 등의 수퍼카들이 그의 차고를 거쳐간 것으로 알려져 있다. 시즌 3까지 진행하였지만, 드라마 촬영 스케줄 문제로 시즌 4에서는 하차하였다.
- 김갑수

배우. 탑 기어 시즌 1에서 MC를 맡았으나, 개인 사정상 시즌 2에선 하차하였다. 시즌 1에선 오랫동안 배우 연기를 해온걸 바탕으로 차분하게 진행하는 기믹이였는데 오리지널 탑 기어의 제임스와 비슷했다는 평가가 많다. 주로 벤츠사의 차량을 너무나 좋아하는 벤츠광 기믹으로 활약. 차분히 말투로 진행하여 프로그램을 집중하여 볼 수 있다는 다수의 네티즌들이 공감을 받았다.
- 조민기

배우. 프로 레이서 출신으로 하차한 김갑수를 대신하여 시즌 2부터 출연하였고 시즌 3에서는 하차하였다. (구체적인 하차이유는 언급되지 않았다.) 전 MC인 김갑수와 비슷하게 차분한 진행방식을 취했으며 자동차에 대한 지식이나 운전실력도 출중하여 호평을 받았다.
- 박준규

배우. 탑 기어 코리아 시즌 2 9회 스타랩타임에 출연했으며, 1세대 연예인 레이서 출신으로 시즌 3에서부터 MC를 맡게 되었으나 시즌 4에서 하차하였다. 전 MC들인 김갑수나 조민기에 비해 열정적이고 활기넘치는 진행방식을 사용하였으며, 다수의 네티즌들이 산만했으나 열정적인 모습으로 진행하는 것은 좋다고, 평하였다.
- 류시원

배우 겸 레이서로 시즌 4부터 MC로 들어왔다. 한국 연예인 카레이서중 가장 유명하고 실력이나 지식도 자타공인 탑클래스라 팬들에게 좋은 평가를 받기도 하였으나, 사적으로 문제가 많은터라 욕도 많이 먹었다. 특히 시즌4 방영중에 이혼 소송 중인 아내 조수진을 폭행하고 차량에 위치추적기를 부착하여 8개월간 위치추적을 한 혐의로 검찰에 의하여 기소처분을 받는 사건이 터지면서 엄청나게 비난을 받았는데, 결국 이혼 소송에 전념하기 위함이란 개인사정으로 5회 이후 하차하였다. 시즌 4 6회에서 데니안이 다시 복귀를 바란다는 언급을 하였지만, 계속 구설수에 오르게 되면서 결국에 완전 하차하였다.
- 알렉스

가수 겸 텔런트로 시즌 5부터 MC로 들어왔으나 시즌 5 끝으로 완전 하차한다.

## 역대 스타 게스트 (특별 출연도 포함)
- 시즌 1
  - 김수로 : 시즌 1 첫 번째 게스트로 스타랩타임을 뛰었으나, 1번 코너에서 차량을 사고내면서 1번 코너가 결국 '김수로 코너'로 명명되었다.
  - 조권 : 시즌 1 게스트. 차량이 서킷을 이탈해 늪에 빠져 그 늪을 "조권의 늪"으로 명명되었다.
  - 임슬옹
  - 이원종
  - 안재모
  - 이세창
  - 이천희
  - 문희준
  - 박준규
  - 데니안
  - 송선미
  - 빽가
  - 신지
  - 토니 안
  - 허각
  - 알렉스
  - 한민관
- 시즌 7
  - 우지원
  - 존박

## 평가
세계적으로 유명한 자동차 버라이어티 프로그램인 탑기어를 국내버전으로 론칭한다는 사실부터 주목을 받았다. 특히 2000년대로 접어들어 자동차에 대한 관심이 대폭 늘어나고 관련 커뮤니티나 팬층이 두꺼워진 상황이라 방영전부터 관심이 집중, 케이블 채널의 방송에도 불구하고 꽤나 괜찮은 시청률을 기록했다.
그러나 세상에 완벽한 것은 없는것처럼 부정적인 평가를 내리는 팬들도 상당한데, 첫 번째로 MC들의 진행스타일이 지적받고 있다. 오리지널 탑 기어의 MC들은 서슴없이 서로를 비방하며 진행하는 스타일 때문에 세계적인 팬층을 형성중인데 탑기코에선 이런부분이 부족해 전체적인 진행이 심심하다는 평가다. 물론 몇십년의 노하우가 쌓인 오리지널의 진행 스타일과 비교하는게 어렵다는 사실은 당연하니 팬들은 오리지널과는 다른 독자적인 방식을 취해줄 것을 바라는 눈치이다. 이 점을 염두에 두었는지 시즌 3에 들어선 각 MC들의 독자적인 진행방식이나 기믹 등이 정착되어 처음에 비하여 호평했다.
두 번째로 한국산 자동차에 대한 평가가 너무 적고 설령 평가가 이루어진다고 해도 비판의 수위가 너무 낮다는데 있다. 오리지널에선 아무리 비싼 자동차라도 단점이 보이면 서슴없이 욕하거나 심지어는 때려 부수는데(오리지널 탑 기어에서 해당차량의 단점을 비판하면 자동차 회사에서 적극적으로 수용하여 다음 모델에 반영한다는 사실은 유명하다.) 탑기코는 한국산 자동차에 대한 비판의 강도가 낮아 자동차에 대한 지식이 비교적 높아진 시청자들의 눈높이를 맞추지 못한다는 평가가 많다. 실제로 시즌 1 4화에 나온 르노삼성자동차의 NEW SM7의 리뷰편을 르노삼성측에서 방송전에 미리 모니터링하고 몇몇 부분의 편집이나 수정을 요청했다고 한다.(김진표가 본인의 블로그에서 밝혔다.) 즉, 국내 자동차 회사의 눈치를 본다는 부분이 팬들은 아쉽다는 것, 또한 국산차의 리뷰 비율이 외제차에 비하면 너무 낮다는 부분도 지적받았다.
참고로 시즌 1에서 1개의 자동차 번호판을 여러 자동차에 돌려쓴 부분이 지적받아 경찰의 수사를 받았고 결국은 제작진 중 몇명이 불구속 입건되었다. 대한민국의 자동차법상 번호판을 함부로 뜯어서 돌려쓰거나 일반도로에서 무언가로 가린 상태에서 운전하면 처벌받는데 이걸 어긴 것이기 때문이다. 조사에 따르면 특정 번호판을 뜯어서 사용한 것은 아닌, 특수한 스티커를 붙여서 가리고 일반도로에서 운전했다고 수사결과가 나왔다. MC들은 번호판에 손댄 사실을 모르는 상태서 운전한 점이 인정되어 처벌받진 않았다.

## 출연했던 자동차
- 시즌 1
  - 어울림모터스 스피라 터보
  - 포르쉐 카이맨 S
  - 로터스 엑시지 S Cup 260
  - 미니 컨트리맨
  - 지프 랭글러
  - 폭스바겐 골프 GTI
  - 닛산 GT-R
  - 르노삼성 SM7
  - 푸조 RCZ
  - 재규어 XJ
  - 람보르기니 무르시엘라고
  - 허머 H2
  - 포르쉐 911(997) 터보
  - 쉐보레 카마로
  - 마세라티 콰트로포르테 Sport GT S
  - 페라리 캘리포니아
  - 벤츠 C63 AMG
  - 캐딜락 CTS-V
  - 아우디 A7
  - 메르세데스 벤츠 SLR 멕라렌
  - 메르세데스 벤츠 SLS AMG
  - BMW M3
  - BMW 1M
  - 람보르기니 가야르도 슈퍼레제라 LP570-4
  - 기아 K5 터보 GDI
  - 페라리 458
  - 닛산 큐브
  - 포르쉐 파나메라 디젤
  - 미니 쿠페
  - 애스턴마틴 DB9 Volante
  - 닛산 스카이라인 R33 GT-Turbo
  - 폰티악 파이어버드
  - 메르세데스 벤츠 300SEL(드림카 레이스)
  - BMW M5(E60)(CTS-V 소개 편에서 CTS-V와 맞붙은 차량)
  - 아우디 Q7
  - 아우디 R8 Spyder[2]
  - 토요타 프리우스
  - 스마트 포투
  - 혼다 CR-Z(하이브리드 연비 대결)
  - 페라리 599 GTB Piorano
  - 랜드로버 레인지로버 스포트

- 시즌 2
  - 현대 아토스
  - 기아 비스토
  - 대우 마티즈(RC카 레이스, 자동차 축구)
  - 미니쿠퍼(한강도하)
  - 현대 벨로스터 터보
  - 포르쉐 911(991) 카레라 S
  - 아우디 S4
  - 포르쉐 파나메라 S 하이브리드
  - 벤츠 S400 Hybrid
  - 렉서스 LS600hL
  - 폭스바겐 시로코 R-Line 2.0 TDI
  - 미쓰비시 랜서에볼루션 10
  - 벤츠 CL63 AMG
  - 롤스로이스 고스트
  - 롤스로이스 팬텀
  - 엔초 페라리
  - 쉐보레 콜벳 ZR1
  - 페라리 FF
  - 쉐보레 아베오(카 스카이다이빙)
  - 폭스바겐 CC
  - 기아 K9
  - 람보르기니 아벤타도르[3]
  - 람보르기니 무르시엘라고 LP640
  - 크라이슬러 300C
  - 페라리 458 레이스카

- 시즌 3
  - 페라리 캘리포니아 30
  - 재규어 XKR 컨버터블
  - 아우디 RS5
  - 페라리 458 스파이더
  - 피아트 500
  - BMW M5(F10)
  - 토요타 86
  - 로터스 엘리스
  - 포르쉐 박스터 S
  - BMW 640i 그란 쿠페
  - 포르쉐 911 GT3 RSR
  - 시트로앵 DS3
  - 현대 갤로퍼
  - 현대 에쿠스
  - 폭스바겐 비틀
  - 쉐보레 스파크
  - 쉐보레 크루즈
  - 마세라티 그란투리스모 스포트
  - 재규어 XF

- 시즌 4
  - BMW M6
  - 포르쉐 911 카레라 4S
  - 랜드로버 올 뉴 레인지로버
  - 애스턴마틴 V12 Vanquish
  - 아우디 R8 V10 Plus
  - 폭스바겐 폴로 1.6 TDI R-Line(랩타임 차량)
  - 현대 아반떼(1세대)
  - 현대 쏘나타(Y3) II
  - 대우 프린스
  - 현대 스쿠프
  - 쌍용 코란도
  - 기아 프라이드(1세대)
  - 기아 세피아
  - 현대 티뷰론
  - 벤츠 G63 AMG
  - 지프 그랜드체로키 SRT8
  - 포르쉐 카이엔 터보 S
  - 기아 타우너 코치(탑기어 랠리 챔피언쉽 세이프티카)
  - 포르쉐 911(964) 쥬빌리(김진표 차량)
  - 현대 제네시스 쿠페 380 GT
  - 제네시스 쿠페 3.8 TGK 520 에디션[4]

- 시즌 5
  - 롤스로이스 고스트
  - 페라리F12 베를리네타
  - 람보르기니 아벤타도르
  - 재규어 XFR-S
  - 로터스 에보라
  - 렉서스IS F SPORT
  - 람보르기니 가야도르
  - 아우디 SQ5
  - 스티그 TGK 3.8에디션
  - 지프 랭글러 루비콘
  - 피아트 500
  - 포드 랩터
  - 현대 포터
  - 현대 다이너스티
  - 현대 베르나
  - 기아 타우너
  - 쌍용 무쏘
  - 기아 프라이드
  - 현대 아토스
  - 대우 아카다아
  - 폭스바겐 골프
  - 재규어 F 타입
  - 폭스바겐 XL1
  - 쉐보레 크루즈
  - 폭스바겐 골프 GTI
  - 쉐보레 카마로 SS쿠페
  - 지프 그랜드 체로키
  - 기아 프로시드GT

- 시즌 6
  - BMW 1 시리즈
  - 람보르기니 우라칸
  - 포르쉐 마칸
  - BMW M3
  - BMW M4
  - 벤츠 A 45 AMG
  - 마세라티 기블리
  - 폭스바겐 골프R
  - 멕라렌 650S
  - 프라이드 TGK 에디션
  - 페라리 캘리포니아T
  - 지프 체로키
  - 렉서스 RC F
  - MAN TGX
  - 드 마크로스
  - 랜드로버 레인지 로버 이보크
  - 렉서스 LF A
  - 랜드로버 레인지 로버 스포츠
  - 재규어 F 타입 R쿠페
  - 람보르기니 아벤타도르
  - 기아 프라이드

## 사고
- 촬영 중 헬기 AH-1 코브라 추락 사고가 일어났다. 다행히 조종사 2명은 생존해 있었다.[5][6]

## 같이 보기
- 탑 기어